# Pietro Parolin

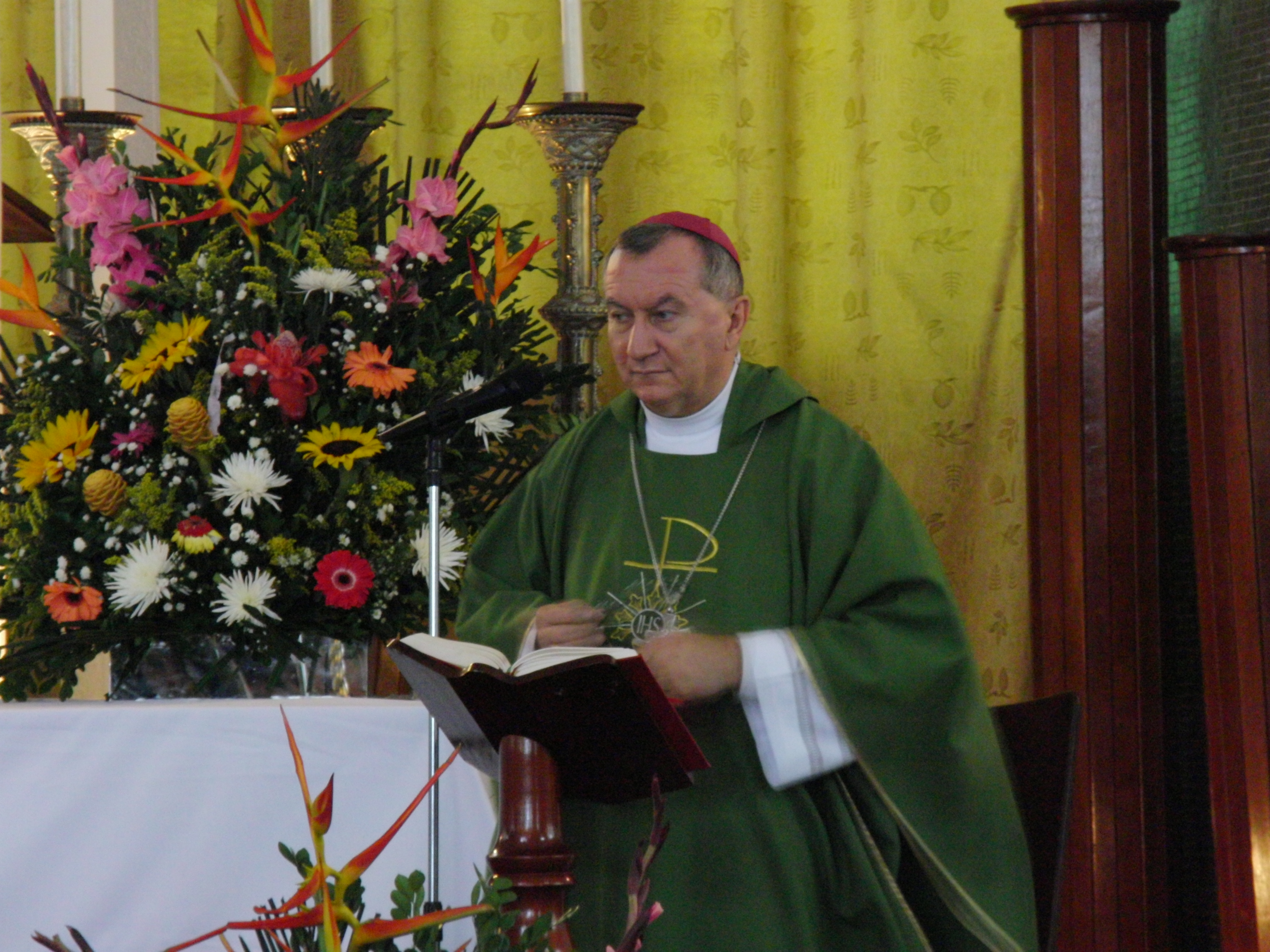
Parolin under en mässa i juli 2012.

Pietro Parolin /ˈpjetro paroˈliŋ/, född 17 januari 1955 i Schiavon, Veneto, är en italiensk kardinal och ärkebiskop. Han är sedan den 15 oktober 2013 kardinalstatssekreterare. Parolin har arbetat inom diplomati för Heliga Stolen sedan 1986. 
Den 28 juni 2018 upphöjde påve Franciskus Parolin till kardinalbiskop.
Parolin presiderade över konklaven 2025.

## Biografi
Parolin föddes i Schiavon, i regionen Veneto. Han prästvigdes den 27 april 1980 och har tillhört Heliga Stolens diplomati sedan 1986. 
Påve Benedictus XVI utnämnde den 17 augusti 2009 Parolin till titulärärkebiskop av Acquapendente samt apostolisk nuntie till Venezuela. Parolin vigdes av påven den 12 september samma år.

### Kardinalstatssekreterare
Den 31 augusti 2013 utnämnde Franciskus Parolin till kardinalstatssekreterare, en post han tillträde den 15 oktober 2013. 

## Familj
Parolin är son till Luigi Parolin (1921–1965) och Ada Miotti (1928–2024). Han har två syskon. 

## Bilder

Kardinal Parolins titelkyrka
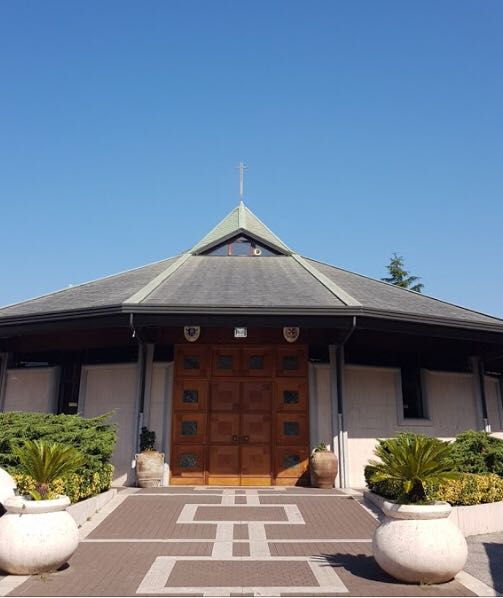
Santi Simone e Giuda Taddeo a Torre Angela.